# E lucevan le stelle

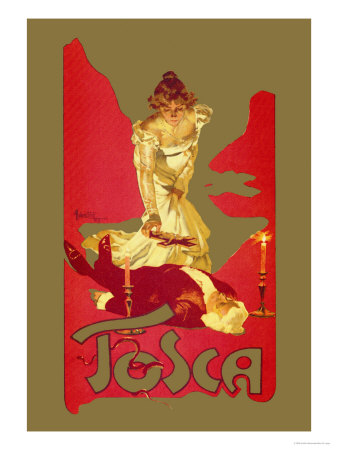
Originalplakat zur Oper

E lucevan le stelle (italienisch für: „Und es leuchteten die Sterne“) ist eine Arie in Giacomo Puccinis Oper Tosca, die am 14. Januar 1900 im Teatro Costanzi in Rom uraufgeführt wurde.
Das Stück gilt als eine der bekanntesten und beliebtesten Opernarien. Sie wurde in h-Moll verfasst, das Libretto stammt von Giuseppe Giacosa und Luigi Illica. Sie wird im 3. Akt der Oper von Toscas Geliebtem, dem Maler Mario Cavaradossi (Tenor), gesungen, als dieser kurz vor seiner Hinrichtung einen Abschiedsbrief an Tosca schreiben darf.

## Text
| E lucevan le stelle, ed olezzava la terra stridea l'uscio dell'orto ed un passo sfiorava la rena. Entrava ella fragrante, mi cadea fra le braccia. O dolci baci, o languide carezze, mentr'io fremente le belle forme disciogliea dai veli! Svanì per sempre il sogno mio d'amore. L'ora è fuggita, e muoio disperato! E non ho amato mai tanto la vita! | Und es leuchteten die Sterne, und es duftete die Erde es knarrte die Gartentür und Schritte streiften über den Sand. Sie trat ein, duftend, sank mir in die Arme. Oh! Süße Küsse, o sehnsüchtiges Kosen, indes ich bebend den schönen Körper enthüllte! Für immer ist mein Liebestraum verflogen. Die Stunde ist vorbei und ich sterbe verzweifelt! Und hab das Leben niemals so sehr geliebt! |

## Plagiat
Der Jazz-Titel Avalon von 1920 gilt als musikalisches Plagiat von E lucevan le stelle.